# Sky Aviation
Sky Aviation (PT Sky Aviation) — региональная авиакомпания Индонезии со штаб-квартирой в Джакарте.

## История
Sky Aviation была основана как чартерная авиакомпания с двумя самолётами Cirrus.
23 марта 2013 года в Sky Aviation началась коммерческая эксплуатация самолётов Sukhoi Superjet 100 — самолёт (PK-ECL) совершил рейс из Макассара в Соронг.
19 марта 2014 года Sky Aviation временно приостановили полёты до 31 марта 2014 года.
22 июля 2014 года было объявлено, что Sky Aviation возобновит деятельность после урегулирования вопросов с кредиторами, но по состоянию на 2018 год, авиакомпания полёты не возобновила. После прекращения операционной деятельности авиакомпании, самолёты Sukhoi Superjet 100 были поставлены на хранение, а позже начата процедура их возвращения производителю (ГСС) в Россию.

## Флот
Ранее в эксплуатации находились самолёты Boeing 737-300, Cirrus SR-20, Cirrus SR-22, Cessna Grand Caravan, Fokker 50, Fokker 100, Sukhoi Superjet 100